# 西亚桫椤
西亚桫椤（学名：Alsophila khasyana）也称多枝黑桫椤、屏边黑桫椤、屏边桫椤，为桫椤科桫椤属下的一个种。